# Морски наслаги
Морските наслаги са дънни наслоявания в в съвременните и древните морски басейни на Земята. Те преобладават над континенталните наслаги, изграждайки над 75% от общия обем на седиментната покривка на континенталната земна кора. Формирането на морските натрупвания започнало още с появата на първите морета през архая или в още по-отдалеченото геоложко минало, около 3,5 – 4 млрд. години и продължава през цялата геоложка история на Земята. Изкопаемите морски наслаги са превърнати от процесите на диагенезата в седиментни скали. Към морските седименти се отнасят повечето от варовиците, доломитите, мергелите и силициевите скали, значителна част от глините и аргилитите, алевролитите, пясъчниците и конгломератите, а от полезните изкопаеми – повечето от железните и мангановите руди, болшинството от фосфоритите, битуминозните шисти и др. Много от метаморфните скали (гнайси, шисти, мрамори) първоначално са се натрупали като морски наслаги.

## Видове морски наслаги
В зависимост от постъпващите по дъното на морския басейн утаечни материали с различен произход се образуват четири основни вида морски наслаго: теригенни, биогенни, хомогенни и вулканогенни, а също и различни техни съчетания.
В зависимост от дълбочината, отдалечеността от брега, формата на релефа на дъното, теченията, условията на обитаване на организмите и други фактори в пределите на отделните морски басейни съществуват едновременно разнообразни условия за натрупване на морски наслаги, в които се развиват различни фации на морски седименти. Например, в крайбрежната най-плитка зона под въздействието на вълните се натрупват теригенни пясъци, филц, мидени черупки, а в спокойните участъци и близо до устията на реките – глини и алевролити. Върху подводните възвишения и в откритите участъци на шелфа – части от мидени черупки и детритови биогенни варовикови утайки, пясъци и др. В падините на епиконтиненталните морета преобладават глините, алевритите, понякога богати на органични вещества. Срещат се още мергелна, варовикова и силициева тиня. Особен тип плитководни морски наслаги представляват рифовите тела, изградени от варовици и доломити, много често залягащи сред дълбоководни морски наслаги. Към плитководните наслаги се отнасят и някои седиментни железни (оолитови) и манганови руди, боксити и фосфорити.
Дълбоководните морски наслаги се натрупват главно в котловините на дълбоките морета и са представени предимно от тънкозърнести глини, алеврити, варовикова и силициева тиня, но се срещат и пясъци, отложени от придънните течения. По склоновете на котловините се образуват подводно-свлачищни наслаги. В централните части на обширните дълбоки морета, където постъпва малко количество теригенен материал, морските наслаги придобиват пелагичен облик, приближаващ се към океанските наслаги (пелагически диатомити, варовици). По дъната и подножията на склоновете на затворените котловини се образуват наслаги, богати на органични вещества.
Изкопаемите морски наслаги се разпознават по съдържащите се в тях остатъци или следи от жизнената дейност на морските организми, които обаче могат и да отсъстват (особено в дълбоководните морски наслаги). Признаци за морски седименти могат да послужат и някои аутигенни (с местен произход) минерали (глауконит), структурни и текстурни особености на скалите.

## Количество и състав на морските наслаги
Масата и състава на морските наслаги и тяхното разпространение по повърхността на Земята зависят на първо място от тектонския режим и климатичните условия. Тектонските движения предопределят образуването на морски басейни, тяхната конфигурация, основните черти от релефа на морското дъно и крайбрежието, обуславят морските трансгресии и регресии, влияят на интензивността и мощността на натрупването на морски наслаги. Характерът на морските натрупвания в тектонски подвижните геосинклинални области и на относително стабилните платформи е съществено различен. За първите са характерни голямата мощност и формирането на начални и заключителни стадии на тектонските цикли при дълбоководните морски наслаги. Тук те са представени от силициеви и глинести скали, туфи и туфити, мергели, политоморфни пелагически варовици, а също полимиктови и граувакови наслаги – конгломерати, пясъчници, алевролити, ритмично-слоист флиш, подводно-свлачищни наслаги, рифови варовици. Платформените морски наслаги са представени от плитководни органогенни варовици и доломити и тънкозърнести теригенни скали (глини, мергели, дребнозърнести кварцови, често глауконитови пясъчници), натрупали се предимно в епиконтиненталните морета и отличаващи се с малко мощност.
Съставът на морските наслаги е закономерно свързан с климатичните зони на Земята. Както показват изследванията на съвременните морета, в основните климатични зони морските натрупвания протичат по различен начин (виж Литогенеза). В моретата с хумиден климат, в условията на интензивно изветряне на скалите на сушата и преносът на разрушения материал от реките, както в умерения, така и в тропичните пояси господстват теригенните наслаги – пясъци, алеврити, глини. В студените басейни на умерения пояс на места се натрупват диатомитови тини. В пределите на аридните зони, в условията на слаб теригенен пренос, много по-широко развитие има карбонатното натрупване, образуват се мидено-черупчести, ектопроктови, фораминиферови, коколитови и птероподови наслаги, а в топлите води на тропичните зони – коралово-водораслови рифови комплекси. На места протича хомогенно карбонатно натрупване (оолитови варовикови наслаги). В полярните зони голямо значение имат ледовите морски наслаги.

## Геоложка история на морските наслаги
Условията за образуването на морски наслаги през дългата геоложка история на Земята никога не са били едни и същи. През протерозоя и палеозоя хомогенните морски наслаги са се натрупвали много по-интензивно, отколкото през мезозоя и неозоя, когато голямо развитие получили биогенните натрупвания. През докамбрия и ранния палеозой били широко разпространени морските доломити, а в следващите епохи – основно варовиците. Своеобразните морски наслаги от железисти кварцити (джеспилити) са се натрупали само през палеозоя. В тези изменения на морските наслаги може да се види отражението на дългата еволюция в състава на хидросферата и атмосферата и развитието на живота на Земята.

## Вижте още
- Континентални наслаги